# Šahovska škola
Šahovska škola je pojam koji označuje igrača ili skupinu šahista koji su istih zamisli o strategiji u šahu. U povijesti suvremenog šaha bilo je nekoliko škola. Danas se manje ovisi o školama. Igrači izvlače znanje iz brojnih izvora i igraju prema njihovom osobnom stilu.
Poznate su Philidorova škola, modenska, engleska, Steinitzova, sovjetska šahovska škola te šahovski hipermodernizam.
Vidi povijest šaha i Traité des Amateurs.